# Macaca majori
Macaca majori (карликовий макак) є доісторичним видом із раннього плейстоцену Сардинії, Італія.